# Diogeniano (magister militum)
Diogeniano o Diogene (in latino Diogenianus o Diogenes; fl. 492-520) fu un comandante militare dell'Impero romano d'Oriente.

## Biografia
Diogeniano era un parente dell'imperatrice Ariadne, moglie degli imperatori Zenone (474-475, 476-491) e Anastasio I (491-518).
Partecipò alla guerra isaurica (492-497). Nel 492 combatté nella battaglia di Cotyaeum; nel 493 procedette all'assedio della città di Claudiopoli, ma fu circondato e bloccato, fino all'arrivo delle forze di Giovanni Gibbo.
Non è noto quando né perché, ma fu esiliato da Anastasio. Il successore di Anastasio, Giustino I, lo richiamò dall'esilio (forse nel 518) e lo nominò magister militum per Orientem, probabilmente fino al 520.